# Hyalesthes carinifrons
Hyalesthes carinifrons är en insektsart som först beskrevs av Kusnezov 1935.  Hyalesthes carinifrons ingår i släktet Hyalesthes och familjen kilstritar. Inga underarter finns listade i Catalogue of Life.